# 邵長蘅
邵長蘅（1637年—1704年），字子湘，號青門山人，江蘇武進人。
生於崇禎十年（1637年），讀書一目數行，十歲補諸生，康熙中曾應博學鴻詞科。江蘇巡撫宋犖聘致幕中。善寫文章，為王士禛、汪琬所稱道，主張為文必多讀書。卒於康熙四十三年（1704年）。著有《青門集》、《八大山人傳》。